# 맬서스주의
맬서스주의(Malthusianism)는 맬서스 성장 모델에 따르면 인구 증가는 잠재적으로 기하급수적이지만 식량 공급이나 기타 자원의 증가는 선형적이어서 결국 인구 감소를 촉발할 정도로 생활 수준을 저하시킨다는 이론이다. 맬서스 재앙(맬서스 함정, 인구 함정, 맬서스 수표, 맬서스 위기, 위기 지점이라고도 함)이라고 불리는 이 사건은 인구 증가가 농업 생산량을 앞질러 기근이나 전쟁을 일으킬 때 발생한다. 처음에는 위기 직전에는 이렇게 줄어들고 있는 자원에 대한 치열한 경쟁으로 인해 자산 가격과 희소한 상품의 가격이 오르면서 빈곤과 불평등이 증가할 것이다. 이러한 빈곤 수준의 증가는 결국 출산율 감소를 통해 인구 감소를 초래한다. 시간이 흐르고 자산 가격이 계속 오르면 사회적 불안이 발생하고, 이는 결국 큰 전쟁이나 혁명, 기근을 초래하게 된다. 사회 붕괴는 극단적이지만 이 과정에서 발생할 수 있는 결과이다. 그러한 재앙은 필연적으로 인구를 더 낮고 더 쉽게 지속 가능한 수준으로 "교정"하도록 강제하는 효과를 갖는다(상대적으로 느린 시간 척도에 비해 관련된 완화 요소의 잠재적인 심각성과 예측할 수 없는 결과로 인해 매우 빠르게, 확인되지 않은 성장 또는 예방 점검에 의해 영향을 받는 성장을 관리하는 잘 이해된 프로세스). 맬서스주의는 다양한 정치적, 사회적 운동과 연결되어 있지만 거의 항상 인구 통제를 옹호하는 사람들을 지칭한다.

## 같이 보기
- 신맬서스주의
- 반출생주의
- 에코파시즘
- 존 B. 캘훈
- 제본스의 역설